# Abdulrahman Sewehli
Abd al-Raḥmān al-Sewehli (1946, Misurata) es un político islamista libio y uno de los principales actores durante la guerra de Libia de 2014.
Líder del partido Unión por la Patria, al-Sewehli jugó un papel clave en la lucha contra la Operación Dignidad  del general Jalifa Haftar, apoyando activamente a las milicias yihadistas de la coalición Amanecer Libio. Respaldó igualmente al Congreso General de Trípoli, un parlamento islamista que disputaba el poder a la Cámara de Representantes —elegida por sufragio y radicada en el este del país—.
En este escenario político, Naciones Unidas diseñó un plan de paz en virtud del cual la Cámara de Representantes se convertiría en el legítimo legislador de la nación africana (reconociendo su principio democrático) y el Congreso General deveniría el llamado Consejo de Estado Superior, una Cámara Alta con carácter consultivo. La propuesta fue rechazada por el Congreso y estaba pendiente de ser ratificada por la Cámara de Representantes. 
Aun así, el 6 de abril de 2016, al-Sewehli y un grupo de diputados del Congreso declararon unilateralmente la disolución del órgano y la proclamación del Consejo de Estado, siendo éste elegido como su Presidente. El 22 de abril, fuerzas que le eran leales tomaron el control de las instalaciones del Congreso, acuartelado en el Hotel Rixos de Trípoli.
Desde entonces, al-Sewehli ha asumido la dirección del Consejo de Estado y, a pesar de que su proclamación no se hizo conforme al Acuerdo Político de Transición libio ni conforme a ninguna ley nacional, ha sido despachado por diplomáticos extranjeros, así como por el enviado de la ONU Martin Kobler.
En septiembre, al-Sewehli declaró unilateralmente que el órgano pasaba a ser la única asamblea legislativa —en vez de ser una Cámara alta— y que la Cámara de Representantes había quedado deslegitimada. La medida no tuvo ninguna repercusión, pues no existía ninguna clase de relación parlamentaria entre ambos cuerpos, pero deterioró aún más las relaciones.
Milicias leales a Jalifa al-Ghawil, antiguo primer ministro del Congreso General, han llevado a cabo numerosos ataques contra el Consejo de Estado, incluso tomando temporalmente el control del Hotel Rixos. El 20 de febrero de 2017, al-Sewehli sobrevivió junto con Fayez al-Sarraj a un intento de asesinato que, según él, había sido organizado por el Gobierno de al-Ghawil.